# سوبر شو داون 2020
سوبر شو داون 2020 هو برنامج مصارعة المحترفين تنتجه شبكة WWE ستعقد أحداثه في في 27 فبراير 2020 في ساحة محمد عبده في الرياض في المملكة العربية السعودية. وهذا هو الحدث الثالث الذي يتم الترويج له في إطار سلسلة سوبر شو داون والحدث الخامس في إطار شراكة WWE لمدة 10 سنوات لدعم الرؤية السعودية 2030 .

## الإنتاج

### خلفية
في أوائل عام 2018 بدأت WWE شراكة إستراتيجية متعددة لمدة 10 سنوات مع الهيئة العامة للرياضة لدعم رؤية السعودية 2030 برنامج الإصلاح الاجتماعي والاقتصادي في المملكة العربية السعودية.  وكان الحدث الأول في إطار الشراكة الجديدة دبليو دبليو إي جريتيست رويال رامبل الذي أقيم في استاد مدينة الملك عبد الله الرياضية بمدينة جدة في 27 أبريل 2018،   وتم الإعلان عن الحدث الثالث، سوبر شو دلون في 7 يونيو 2019 في نفس المكان،  وهو الحدث الثاني في سلسلة سوبر شو داون الذي عُقد أول حدث منه في 6 أكتوبر 2018 في ملبورن فيكتوريا في أستراليا. في رويال رامبل 2020 تم بث إعلان تجاري يؤكد أن حدث Super ShowDown الثالث سيعقد في 27 فبراير 2020.

## المباريات
| رقم.                                                                               | المباريات*                                                                         | الشروط                              |
| ---------------------------------------------------------------------------------- | ---------------------------------------------------------------------------------- | ----------------------------------- |
| 1                                                                                  | The New Day ‏ (بيغ إي وكوفي كينغستون) (c) ضد The Miz and John Morrison              | WWE SmackDown Tag Team Championship |
| 2                                                                                  | بروك ليسنر (c) ضد ريكوشيت                                                          | بطولة دبليو دبليو إي تشامبيونشب     |
| 3                                                                                  | رومان رينز ضد بارون كوربن                                                          | أنواع مباريات المصارعة              |
| 4                                                                                  | براي وايت (c) ضد بيل غولدبيرغ                                                      | دبليو دبليو إي يونيفرسال            |
| 5                                                                                  | إيه جيه ستايلز ضد آندرادي سين ألماس ضد بوبي لاشلي ضد إيريك رون ضد آر تروث ضد روسيف | جبل طويق Trophy                     |
| 6                                                                                  | بايلي (c) ضد نايومي                                                                | بطولة النساء سماكداون               |
| 7                                                                                  | سيث رولينز وبادي ميرفي (c) ضد The Street Profits (أنجيلو دوكينز وMontez Ford ‏)     | بطولة الفرق الثنائية دبليو دبليو إي |
| - (c) – refers to the champion(s) heading into the match - *Card subject to change |                                                                                    |                                     |

## روابط خارجية
- سوبر شو داون 2020 على موقع IMDb (الإنجليزية)
- سوبر شو داون 2020 على موقع كينوبويسك (الروسية)
- الموقع الرسمي